# 크리스 라이트
크리스토퍼 앨런 라이트(영어: Christopher Allen Wrignt, 1965년 1월 15일~)는 미국의 공학자이자 사업가, 정치인으로, 2025년부터 제17대 미국 에너지부 장관으로 재임 중이다. 북아메리카에서 두 번째로 큰 수압파쇄 회사인 리버티 에너지의 최고경영자(CEO)로, 핵 기술 회사인 Oklo Inc.와 캐나다의 광물권 및 채굴권 로열티 지불 회사인 EMX Royalty Corp.의 이사회 소속으로 활동하기도 하였다.

## 생애
라이트는 1965년 태어났으며, 콜로라도에서 어린 시절을 보냈다. 매사추세츠 공과대학(MIT)에서 기계공학 학사 학위와 전기공학 석사 학위를 취득하였다.
1992년부터 2006년까지, 그가 창업한 수입파쇄법을 통한 상업용 셰일가스 생산 회사인 Pinnacle Technologies의 CEO를 역임하였다. 2011년에는 리버티에너지(Liberty Energy)를 창립하였다.

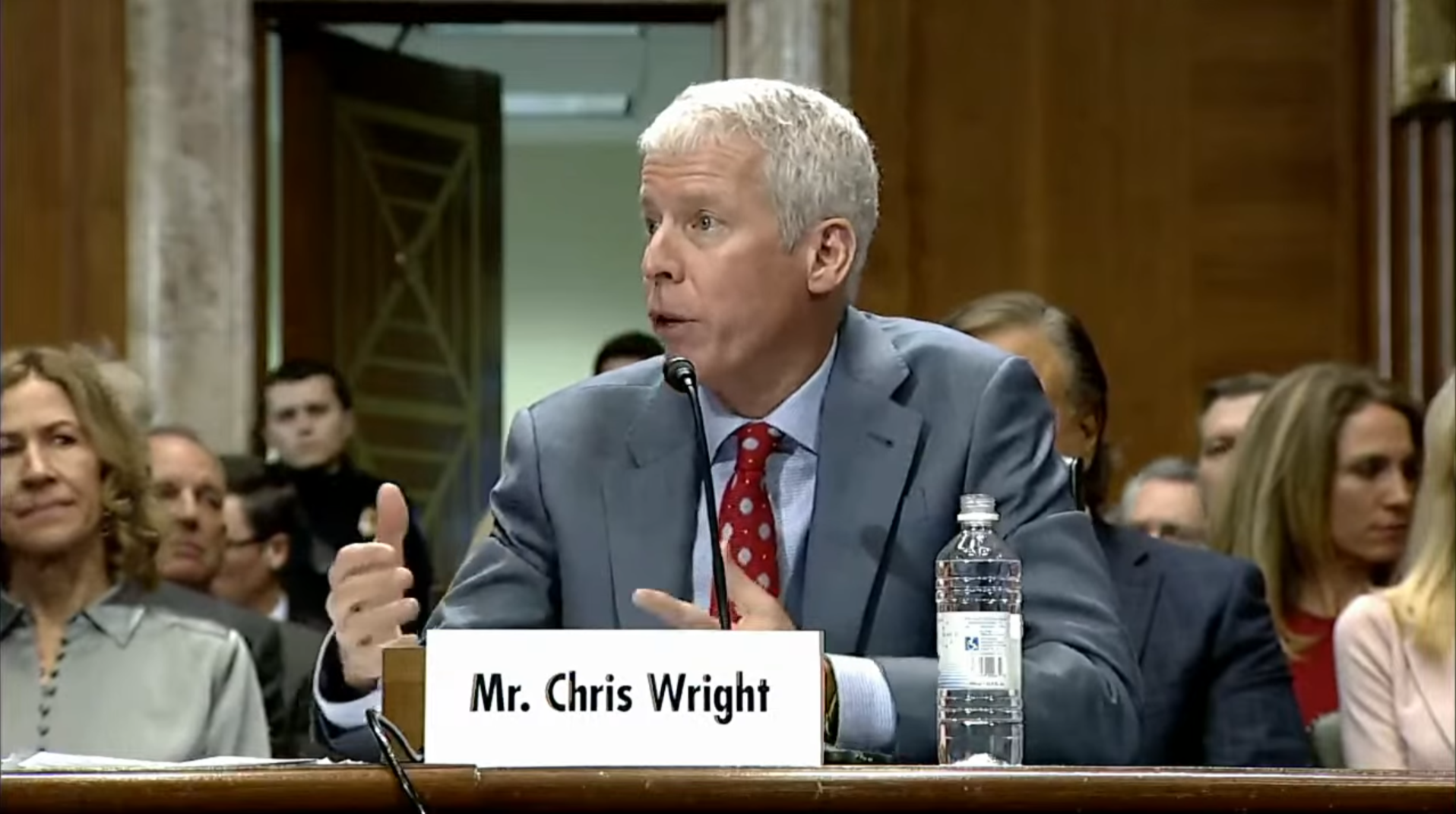
에너지부 장관 청문회 참석 모습 (2025년)

2024년 11월 17일, 도널드 트럼프 대통령 당선인은 라이트를 2기 행정부의 에너지부 장관으로 지명하였다.